# DOT 5
Pour les articles homonymes, voir DOT.
DOT 5 est une désignation de liquide de frein pour automobiles, selon les normes établies par le Department of Transportation (DOT) américain.

## Description
Celui-ci est à base de silicone et contrairement aux liquides de freins à base de polyéthylène glycol (PEG), il est hydrophobe. Son principal avantage est qu'il a une viscosité plus stable aux températures extrêmes. Il est largement utilisé dans les véhicules anciens parce qu'il n'attaque pas les peintures, mais il n'est pas compatible avec l'ABS. 
Le DOT 5 absorbe de faibles quantités d'air, demandant une attention particulière pendant la purge. L'utilisation de liquides DOT 5 à la place du DOT 3, DOT 4 ou DOT 5.1 peut endommager les joints et rendre le freinage impossible.
Aux États-Unis, les liquides de freins doivent répondre à la « Norme no 116 ; Liquides de freins pour véhicules à moteur ». Sous cette norme, le Department of Transportation donne quatre spécifications nomimales pour les liquides de freins : DOT 3, DOT 4, Super DOT 4 et DOT 5.1. Ces quatre liquides, tous à base de polyéthylène glycol, sont miscibles entre eux, contrairement au DOT 5.